# Borovce
Borovce jsou obec na Slovensku. V roce 2017 zde žilo 1020 obyvatel.
Nachází se v severní části Trnavské pahorkatiny v nadmořské výšce 160 m, přibližně 7 km od Piešťan. Leží na pravobřežní terase Dudváhu.

## Dějiny
Archeologické nálezy dokazují osídlení volutovské kultury, želiezovské skupiny a lengyelské kultury starší a mladší doby bronzové. Nachází se zde i římsko-barbarské sídliště z 2. až 3. století a slovanské pohřebiště ze 7. až 8. století.
První písemná zmínka je z roku 1262, kde je obec doložena jako Boreal.  Původní obyvatelé se živili zemědělstvím. Na počátku 18. století stál v obci mlýn.

## Stavební památky
- původně barokní kúria z roku 1747, přestavěna na faru
- klasicistní kúria z 1. poloviny 19. století
- pozdně barokní římskokatolický kostel svatého Vavřince z let 1777–1781
- pozdně barokní socha svatého Jana Nepomuckého z roku 1768[3]

## Osobnosti
- Štefan Polák († 1987) – římskokatolický kněz, zavražděn